# Politica dei redditi
La politica dei redditi è un piano che prevede la concertazione tra imprenditori e sindacati ed è legato a una politica di accrescimento dei salari sulla base dell'aumento della produzione e degli utili d'impresa. Questo elemento viene introdotto da un accordo confederale siglato il 23 luglio 1993 da CGIL, CISL, UIL, Confindustria e Governo.
Tale accordo è stato elemento di forte discussione all'interno dei congressi della CGIL ed ancora oggi all'interno del sindacato di Maurizio Landini c'è chi continua a sostenere che l'accordo sia stato un errore come la rete 28 aprile guidata da Giorgio Cremaschi e chi afferma che bisogna andare ad un suo superamento perché ha finito i propri effetti come la FIOM di Gianni Rinaldini.